# Cupa Mondială de Rugby din 2019 Grupa A
Grupa A de la Cupa Mondială de Rugby din 2019 a fost o grupă preliminară din cadrul Cupei Mondiale de Rugby din 2019 ale cărei meciuri au început pe 20 septembrie 2019. Din cadrul grupei au făcut parte echipele naționale din Japonia (țara gazdă), Irlanda, Scoția, Rusia și Samoa.

## Clasament
Primele două clasate s-au calificat pentru sferturile de finală ale competiției și pentru Cupa Mondială de Rugby din 2023, iar echipa de pe locul al treilea s-a calificat pentru Cupa Mondială de Rugby din 2023.
| Loc | Echipa  | J | C | E | Î | EM | PP  | PÎ  | +/−  | PB | Pt |
| --- | ------- | - | - | - | - | -- | --- | --- | ---- | -- | -- |
| 1   | Japonia | 4 | 4 | 0 | 0 | 13 | 115 | 62  | +53  | 3  | 19 |
| 2   | Irlanda | 4 | 3 | 0 | 1 | 18 | 121 | 27  | +94  | 4  | 16 |
| 3   | Scoția  | 4 | 2 | 0 | 2 | 16 | 119 | 55  | +64  | 3  | 11 |
| 4   | Samoa   | 4 | 1 | 0 | 3 | 8  | 58  | 128 | -70  | 1  | 5  |
| 5   | Rusia   | 4 | 0 | 0 | 4 | 1  | 19  | 160 | -141 | 0  | 0  |

## Meciuri

### Japonia vs Rusia
| 20 septembrie 2019 |

| Japonia                                                          | 30-10  | Rusia                                          |
| ---------------------------------------------------------------- | ------ | ---------------------------------------------- |
| Eseu: Matsushima (3) Labuschagne Tr: Tamura, Matsuda Pen: Tamura | Report | Eseu: Golosnitsky Tr: Kushnarev Pen: Kushnarev |

| Stadionul Ajinomoto, Chōfu Arbitru: Nigel Owens |

### Irlanda vs Scoția
| 22 septembrie 2019 |

| Irlanda                                                                       | 27-3 | Scoția             |
| ----------------------------------------------------------------------------- | ---- | ------------------ |
| Eseu: Ryan Best Furlong Conway Tr: Sexton (1/2) Murray (1/2) Pen: Carty (1/1) |      | Pen: Laidlaw (1/1) |

| Stadionul Internațional Yokohama, Yokohama Arbitru: Wayne Barnes |

### Rusia vs Samoa
| 24 septembrie 2019 |

| Rusia                                      | 9-34 | Samoa                                                 |
| ------------------------------------------ | ---- | ----------------------------------------------------- |
| Pen: Kushnarev (2/2) Drop: Kushnarev (1/1) |      | Eseu: Leiua (2) Amosa Fidow (2) Lee-Lo Tr: Pisi (2/5) |

| Terenul de Rugby Kumagaya, Kumagaya Arbitru: Romain Poite |

### Japonia vs Irlanda
| 28 septembrie 2019 |

| Japonia                                          | 19-12  | Irlanda                                |
| ------------------------------------------------ | ------ | -------------------------------------- |
| Eseu: Fukuoka Tr: Tamura (1/1) Pen: Tamura (4/6) | Raport | Eseu: Ringrose Kearney Tr: Carty (1/2) |

| Stadionul Shizuoka, Fukuroi Spectatori: 47.813 Arbitru: Angus Gardner |

### Scoția vs Samoa
| 30 septembrie 2019 |

| Scoția | 34-0   | Samoa |
| --- | ------ | ----- |
| Eseu: Maitland Laidlaw 33' c Eseu de penalizare (2) Tr: Laidlaw (2/2) Pen: Laidlaw (1/1) Drop: Hogg (1/1) | Raport |       |

| Stadionul Misaki, Kobe Spectatori: 27.586 Arbitru: Pascal Gaüzère |

### Irlanda vs Rusia
| 3 octombrie 2019 |

| Irlanda                                                                     | 35-0   | Rusia |
| --------------------------------------------------------------------------- | ------ | ----- |
| Eseu: Kearney O'Mahony Ruddock Conway Ringrose Tr: Sexton (3/3) Carty (2/2) | Raport |       |

| Stadionul Misaki, Kobe Spectatori: 26.856 Arbitru: Jérôme Garcès |

### Japonia vs Samoa
| 5 octombrie 2019 |

| Japonia                                                                    | 38-19 | Samoa                                        |
| -------------------------------------------------------------------------- | ----- | -------------------------------------------- |
| Eseu: Lafaele Himeno Fukuoka Matsushima Tr: Tamura (3/4) Pen: Tamura (4/5) |       | Eseu: Taefu Tr: Taefu (1/1) Pen: Taefu (4/5) |

| Stadionul Toyota, Toyota Arbitru: Jaco Peyper |

### Scoția vs Rusia
| 9 octombrie 2019 |

| Scoția                                                                             | 61-0 | Rusia |
| ---------------------------------------------------------------------------------- | ---- | ----- |
| Eseu: Hastings (2) G. Horne (3) Turner Seymour Barclay McInally Tr: Hastings (8/9) |      |       |

| Stadionul Shizuoka, Fukuroi Arbitru: Mathieu Raynal |

### Irlanda vs Samoa
| 12 octombrie 2019 |

| Irlanda                                                                             | 47-5 | Samoa        |
| ----------------------------------------------------------------------------------- | ---- | ------------ |
| Eseu: Best Furlong Sexton (2) Larmour Stander Conway Tr: Sexton (4/5) Carbery (2/2) |      | Eseu: J. Lam |

| Stadionul Level-5, Fukuoka Arbitru: Nic Berry |

### Japonia vs Scoția
| 13 octombrie 2019 |

| Japonia                                               | 28-21 | Scoția                                                     |
| ----------------------------------------------------- | ----- | ---------------------------------------------------------- |
| Eseu: Matsushima Inagaki Fukuoka (2) Tr: Tamura (4/4) |       | Eseu: Russell Nel Fagerson Tr: Laidlaw (2/2) Russell (1/1) |

| Stadionul Internațional Yokohama, Yokohama Arbitru: Ben O'Keeffe |